# Загублені люди Сатурна
«Загублені люди Сатурна» (англ. Missing Men of Saturn) — фантастичний роман американського письменника-фантаста і астронома Філіпа Летема (справжнє ім'я — Роберт Шірлі Річардсон, написано під псевдонімом), де йдеться про подорож космічного корабля «Альбатрос» на Сатурн.

## Зміст
Одного з найкращих випускників Космічної академії Дейла Саттона призначено на старий космічний корабель «Альбатрос». Він з жахом дізнається, що «Альбатрос» разом з 2 іншими кораблями вирушає в експедицію на Сатурн. Ніхто ще не повернувся з польоту на цю планету. 100 років тому команда на чолі з капітаном Дірборном здійснила першу й єдину мандрівку. Від Дірборна залишився тільки щоденник, у якому розповідається про боротьбу з кимось невідомими. Внаслідок поразки команда зникла.
Уся команда «Альбатроса» перебуває у гнітючому стані через політ до Сатурна. «Альбратрос» разом з двома іншими кораблями прибуває на супутник Титан, де оселяється в колишніх приміщеннях Дірборна. Раптово зникає зброя та обладнання, вночі спалахують вогники й щезають люди. Зрештою вирішено вирушати на Сатурн. Він являє собою майже суцільні вулкани, а землю вкрито потоками розплавленої лави.
Досліджуючи планету, члени екіпажу стикаються з негативним впливом важкої води, що мало не призводить до загибелі. Згодом Саттон з рештою членів команд опиняється у полоні саламандроподібних істот, що здатні паралізувати людські мозкові хвилі. Втім зрештою земляни вириваються з полону. На єдиному вцілілому кораблі — «Альбатросі» — вони повертаються на Землю.